# Monoliths & Dimensions
Monoliths & Dimensions ist das siebte Studioalbum der Drone-Band Sunn O))). Das Cover ist das Bild out-of-round X von Richard Serra.

## Entstehung
An dem Album wurde zwei Jahre lang gearbeitet. Es entstand in Zusammenarbeit mit dem Komponisten Eyvind Kang, dem australischen Gitarristen und Avantgarde-Komponisten Oren Ambarchi, dem ungarischen Sänger Attila Csihar, Dylan Carlson, (Gitarrist der Drone-Formation Earth) und den Posaunisten Julian Priester und Stuart Dempster. Zum großen Klangfarbenreichtum der Musik tragen ungewöhnliche Instrumentenkombinationen bei: Streicherensembles, ein Kontrabass-Trio, Flöte, Oboe, Englischhorn, Waldhorn, weitere Blech- und Holzbläser, Harfe, Klavier, Schneckenhorn, Analogsynthesizer, ein Männerchor sowie ein Wiener Frauenchor, geleitet von der Sängerin Jessika Kenney, einer Spezialistin für persischen Gesang und Stimmexperimente.
Wie schon bei Black One wurde der Gesang teilweise in engen, abgeschlossenen Räumen aufgenommen.

## Stil und Inhalt
Monoliths & Dimensions vermischt Elemente des Drone Dooms mit Blechbläsern, Chören und anderen für dieses Genre ungewöhnlichen Instrumenten. John Doran sieht im Album subtile Anspielungen auf Jazz und Fusion, so ist zum Beispiel der Track Alice nach Alice Coltrane benannt. Sam Shepherd hält das Album für von Earths Hex; or Printing in the Infernal Method beeinflusst.

## Rezeption
Das Album bekam überwiegend gute Kritiken. Die Website Metacritic ermittelte eine Durchschnittswertung von 88/100 Punkten.
Thom Jurek von Allmusic bezeichnete das Album mit seiner Mischung aus „Drone, Rock und Black Metal“ als brillant. John Doran findet trotz einer Höchstwertung von 10 Punkten, das Album sei „nicht für jeden“. John Shepherd sieht die Gefahr, das Monoliths & Dimensions bei vielen Leuten „ungehört als Beweis für die eigene Aufgeschlossenheit im Regal stehen wird“. Steven Wilson erwähnt es in einem „Prog-Special“ des Magazins Metal Hammer als „Lieblingsalbum des Prog-Bereichs“:

„Ein erstaunliches Mischwesen aus Metal und Progressive […] Sunn O))) […] haben ihre Palette durch Streicher, Hörner und Chöre ergänzt – was eine zutiefst ‚progressive‘ Geste ist. Sie erforschen hier Jazz, Klassik und Kammermusik.“

## Titelliste
1. Aghartha – 17:34
2. Big Church [Megszentségteleníthetetlenségeskedéseitekért] – 9:43
3. Hunting & Gathering (Cydonia) – 10:02
4. Alice – 16:21

## Besetzung
- Stephen O’Malley: E-Gitarre
- Greg Anderson: E-Gitarre, E-Bass
- Attila Csihar: Gesang
- Oren Ambarchi: E-Gitarre, Motorized Cymbal, Oscillator, Guitar Effects, Gong, Wolf Log
- Eyvind Kang: Viola, Chor, Blechbläser- & Streicher-Arrangements
- Dylan Carlson: E-Gitarre, Chorarrangements
- Julian Priester: Posaune, Schneckenhorn
- Stuart Dempster: Posaune, Schneckenhorn, Dungchen
- Mell Dettmer: Glockenspiel, Hydrophon
- Timb Harris: Violine
- Jessika Kenney: Leitung Alt- & Sopran-Chor; Chor, Blechbläser- und Streicher-Arrangements
- Tim Smolens: Kontrabass
- Moriah Neils: Kontrabass
- Keith Lowe: Kontrabass
- Daniel Menche: Männerchor
- William Herzog: Männerchor, Electric Tamboura
- Steve Moore: Posaune, Orgel, Korg MS20, Roland Juno, Schneckenhorn, Dungchen
- Brad Mowen: Bass Drum, Perkussion, Männerchor
- Joe Preston: Männerchor
- Rex Ritter: Korg MS20, Moog Voyager
- Hans Teuber: Klarinette, Bassklarinette, Altflöte
- Cuong Vu: Trompete
- Tony Moore: Trompete
- Melissa Walsh: Harfe
- Taina Karr: Englisch Horn, Oboe
- Eric Walton: Klavier
- Josiah Boothby: F-Horn
- Jutta Sierlinger: Chor (Alt)
- Angela Kiemayer: Chor (Alt)
- Varena Bodem: Chor (Alt)
- Katharina Einsiedl: Chor (Alt/Sopran)
- Stephanie Pfeffer: Chor (Alt/Sopran)
- Loma Döring: Chor (Alt/Sopran)